# Elezioni parlamentari in Romania del 2004
Le elezioni parlamentari in Romania del 2004 si tennero il 28 novembre per il rinnovo della Camera dei deputati e del Senato; ebbero luogo contestualmente al primo turno delle elezioni presidenziali.
Presentarono proprie liste tre coalizioni, 21 partiti politici, 29 organizzazioni rappresentanti le minoranze etniche e 13 candidati indipendenti.
La formazione più votata fu la coalizione di centro-sinistra formata da Partito Social Democratico (PSD) e Partito Umanista Rumeno (PUR), che ottenne il 37%, a fronte il 31% conseguito dal raggruppamento di centro-destra, riunito nell'Alleanza Giustizia e Verità (DA), formata da Partito Democratico (PD) e Partito Nazionale Liberale (PNL).
All'indomani del voto Mircea Geoană, indicato dal PSD per la funzione di primo ministro, avviò i negoziati con altre forze parlamentari per costituire una maggioranza. Il risultato del ballottaggio delle elezioni presidenziali, svoltosi il 12 dicembre, tuttavia, cambiò radicalmente lo scenario politico. Il nuovo presidente della repubblica Traian Băsescu, esponente di DA, rifiutò di nominare un premier in area PSD e assegnò l'incarico di primo ministro all'alleato e leader del PNL Călin Popescu Tăriceanu. Questi il 28 dicembre riuscì a formare un governo con il sostegno di DA, Unione Democratica Magiara di Romania e PUR, partito che aveva rotto l'alleanza con il PSD.

## Sistema elettorale
La riforma costituzionale approvata dal referendum del 2003 obbligò il legislatore a rivedere vari aspetti legati all'elezione dei due rami del parlamento e del presidente della repubblica. Pur riprendendo numerosi elementi dalle precedenti leggi 68/1992 e 69/1992, furono apportate modifiche importanti, regolamentate dalle due nuove leggi elettorali, la 370 del 20 settembre 2004 per il presidente della repubblica e la 373 del 24 settembre 2004 per la camera dei deputati e il senato.
Avevano diritto al voto i cittadini di almeno 18 anni di età, mentre secondo l'art. 37 della costituzione per candidarsi alle camere erano necessari 23 anni (deputati) e 33 anni (senatori), abbassando il limite di età rispetto al precedente art. 35 della costituzione, che richiedeva 35 anni per i candidati al senato.
La legge 373/2004 prevedeva un sistema di voto su base proporzionale, con l'elezione di un deputato ogni 70.000 abitanti e di un senatore ogni 160.000 abitanti. Rispetto al 2000 fu confermata la disposizione che prevedeva una soglia di sbarramento al 5% nel caso dei singoli partiti e ad una tra l'8% e il 10% nel caso delle coalizioni, variabile in funzione del numero dei partiti che le costituivano. Ad ognuno dei partiti delle minoranze etniche era garantito un rappresentante alla camera dei deputati a prescindere dalla soglia di sbarramento, a condizione che ottenessero un numero di voti pari o superiore al 10% del numero medio di voti per l'elezione di un deputato (nella precedente legge era necessario il 5%). In base alle nuove previsioni costituzionali riguardanti le pari opportunità, i partiti inserirono nelle proprie liste un numero di donne (27,2% alla camera e 26,3% al senato) tale da garantire rappresentanza ad entrambi i sessi.
Il voto era previsto nell'intervallo orario tra le 7:00 e le 21:00. L'organizzazione delle elezioni del 2004 ebbe un costo di 84,5 miliardi di lei, pari a 20 milioni di euro.

## Quadro politico
Le elezioni presidenziali del 2000 furono vinte da Ion Iliescu, mentre il suo Partito Social Democratico (PSD) riuscì a costituire una maggioranza parlamentare che permise l'insediamento di un governo con a capo Adrian Năstase, che rimase in carica fino al termine della legislatura nel dicembre 2004. I quattro anni di governo furono caratterizzati da una certa stabilità politica, da una ripresa economica e dalla normalizzazione delle relazioni internazionali della Romania. Nel marzo 2004 il paese fu ammesso alla NATO, mentre fu accettato nell'Unione europea a decorrere dal gennaio 2007. Il periodo al potere del PSD, tuttavia, fu caratterizzato dai tentativi del partito di reprimere le voci di dissenso, controllando la stampa e riducendo al silenzio l'opposizione, mentre pochi freni venivano posti alla corruzione dilagante.
Politiche economiche con ripercussioni a livello sociale e continui scandali di corruzione in seno al governo favorirono il rilancio delle forze di opposizione, principalmente il Partito Democratico (PD) di Traian Băsescu e il Partito Nazionale Liberale (PNL) di Theodor Stolojan, che nell'autunno del 2003 si unirono in una coalizione chiamata Alleanza Giustizia e Verità (DA). Alle elezioni locali del giugno 2004 il PSD fu il partito più votato e conseguì la maggioranza dei sindaci, dei consiglieri locali e distrettuali. La sconfitta subita dal PSD a Bucarest e Cluj-Napoca, singole località in cui DA presentava un'unica lista e non due separate, tuttavia, diede la percezione di un calo di popolarità per il partito di governo. La somma dei voti ottenuti individualmente da PD e PNL per l'elezione dei consiglieri di distretto, inoltre, era superiore rispetto a quella ottenuta dal solo PSD.

## Campagna elettorale
La campagna elettorale si aprì il 28 ottobre e si concluse il 26 novembre 2004.
La coalizione di centro-destra Alleanza Giustizia e Verità (DA) si presentava come principale promotrice della lotta alla corruzione nel paese. I due contraenti, Partito Democratico e Partito Nazionale Liberale, applicarono alle candidature parlamentari dei filtri che prevedevano l'estromissione di figure coinvolte in scandali pubblici. In nome di tale regola tra gli esclusi illustri vi fu anche il vicepresidente del PNL Viorel Cataramă. Il 23 settembre 2004 si tenne l'assemblea congiunta che approvò il protocollo di collaborazione tra le due forze a livello nazionale. Il candidato alla presidenza della repubblica sarebbe stato il leader del PNL Theodor Stolojan. Il 2 ottobre 2004, però, nel corso di una conferenza stampa Stolojan rese noto che, accusando gravi problemi di salute, avrebbe rinunciato alla candidatura e alla leadership del PNL. Stolojan lasciò il teste a Băsescu, che divenne il nuovo candidato di DA alla presidenza del paese, mentre il PNL indicò Călin Popescu Tăriceanu come presidente ad interim del partito. L'argomento principale della propaganda di DA era la lotta alla corruzione, le cui responsabilità nei discorsi di Băsescu ricadevano interamente sul PSD. DA avrebbe difeso l'indipendenza della giustizia e la libertà d'espressione della stampa, aree che nel corso dei quattro anni precedenti avevano subito le interferenze delle istituzioni in mano al partito di Năstase. Băsescu sosteneva di essere pronto a battersi contro il sistema corrotto voluto dal PSD e prometteva di trasformarlo alla radice. Accusò ripetutamente il governo Năstase di aver favorito il dilagare della corruzione e la formazione di un'oligarchia politica vicina al suo partito (i cosiddetti "baroni"), di aver aumentato il divario fra ricchi e poveri, di aver utilizzato la giustizia come arma di lotta politica e di aver condotto negoziati inefficaci con le istituzioni europee. Al contrario del partito di governo, DA avrebbe portato avanti un processo trasparente di integrazione all'Unione europea e incoraggiato la partecipazione dei cittadini alla vita politica del paese. I propositi di lotta alla corruzione di DA, perciò, attrassero la maggior parte della stampa e delle strutture della società civile.  DA, infatti, si rivolgeva ad un elettorato composto perlopiù dalla classe media e dai giovani delle aree urbane. Pur in secondo piano rispetto alla battaglia contro la corruzione politica, tra le altre promesse elettorali della coalizione vi furono misure di rilassamento fiscale di stampo liberale, come la flat tax per le persone fisiche.
L'esito delle elezioni locali, che misero in mostra la crescita delle forze di opposizione, fu causa dello sviluppo di un certo nervosismo nel PSD e dell'intensificarsi del dualismo tra il presidente della repubblica Ion Iliescu e il primo ministro Adrian Năstase. Per risolvere le tensioni e riconquistare l'elettorato, il partito provò a ripulire la propria immagine pubblica con l'esclusione di personaggi controversi e con la sospensione di quelli che l'opposizione definiva "baroni", indicendo elezioni interne per la selezione dei candidati da presentare alle parlamentari e rafforzando i meccanismi di democrazia interna. Tali strategie portarono al rilancio del PSD nei sondaggi. Seppur annunciati, però, i rinnovamenti concreti ebbero una portata limitata e il partito si ricompattò in vista della tornata elettorale nazionale, con la riconferma del gruppo di potere formatosi negli anni precedenti intorno alla dirigenza del PSD. Il congresso del 27 agosto 2004 convalidò la candidatura alla presidenza della repubblica di Adrian Năstase, mentre quello del 9 settembre ratificò la ricostituzione dell'alleanza con il Partito Umanista Rumeno (PUR) del magnate Dan Voiculescu, che nel 2003 aveva lasciato la coalizione di governo per incomprensioni con il PSD. I due partiti avrebbero concorso su liste comuni all'interno di un'alleanza chiamata Unione Nazionale PSD+PUR. Il nome proposto per la posizione di primo ministro in caso di vittoria alle parlamentari era quello del ministro degli esteri Mircea Geoană. Nel periodo precedente l'avvio ufficiale della campagna elettorale il PSD si presentava in vantaggio nei sondaggi rispetto alle forze d'opposizione. Il leader del PSD basò la propria propaganda sui successi ottenuti dal suo governo, la crescita economica, l'accesso a NATO e UE. Il PSD prometteva il proseguimento e la stabilizzazione del trend di crescita, la lotta alla povertà, aiuti sociali alle fasce svantaggiate, specialmente per i pensionati e la popolazione rurale, e il consolidamento delle funzionalità del sistema economico capitalista. Il partito si rivolgeva soprattutto ad un elettorato dipendente dall'assistenzialismo statale, timoroso nei confronti dei cambiamenti sociali, stesse fasce che avevano consentito l'elezione di Iliescu nel 2000, che aveva la propria base nelle aree rurali, nelle cittadine di provincia e fra gli anziani.
Tra le altre forze spiccavano l'ultranazionalista Partito Grande Romania (PRM) di Corneliu Vadim Tudor, seconda forza parlamentare nel 2000, che recriminava i danni arrecati dai partiti tradizionali alla Romania nel periodo democratico successivo alla rivoluzione del 1989, lamentando una presunta deliberata distruzione operata della classe politica contro il patrimonio nazionale, l'industria, l'agricoltura, il turismo e il commercio. Nella retorica del partito, solamente Vadim Tudor avrebbe potuto risollevare le sorti del paese, restituire dignità alla nazione e sradicare la corruzione.
Nel corso del 2004 l'Unione Democratica Magiara di Romania (UDMR), formazione rappresentante la minoranza ungherese fece fronte alla scissione di alcune frange più estremiste che provarono a presentare candidature separate, abbassando le quote dell'UDMR, che a causa della contemporanea presenza di altri partiti che si rivolgevano allo stesso elettorato rischiava di non oltrepassare la soglia di sbarramento del 5%. Le liste di Unione Civica Magiara (UCM) e Unione dei Siculi di Romania (USR), tuttavia, il 25 ottobre 2004 furono bloccate dall'Ufficio elettorale centrale (BEC) per via di diverse irregolarità che violavano i regolamenti previsti per le candidature. Per la posizione di primo ministro l'Unione proponeva György Frunda.

## Risultati

### Camera dei Deputati
| Liste                                 | Liste                                                                           | Liste    | Voti       | %     | Seggi | +/- (%) | +/- (Seggi) |
| ------------------------------------- | ------------------------------------------------------------------------------- | -------- | ---------- | ----- | ----- | ------- | ----------- |
|                                       | Unione Nazionale PSD+PUR - Partito Social Democratico - Partito Umanista Romeno | PSD+PUR  | 3 730 352  | 36,61 | 132   | [ 2 ]   | 23          |
|                                       | Alleanza Giustizia e Verità - Partito Democratico - Partito Nazionale Liberale  | D.A.     | 3 191 546  | 31,32 | 112   | 17,40   | 51          |
|                                       | Partito Grande Romania                                                          | PRM      | 1 316 751  | 12,92 | 48    | 6,56    | 36          |
|                                       | Unione Democratica Magiara di Romania                                           | UDMR     | 628 125    | 6,16  | 22    | 0,64    | 5           |
|                                       | Partito Nuova Generazione                                                       | PNG      | 227 443    | 2,23  | -     | 2,07    | Stabile     |
|                                       | Partito Nazionale Contadino Cristiano Democratico                               | PNȚCD    | 188 268    | 1,84  | -     | [ 30 ]  | [ 30 ]      |
|                                       | Forza Democratica di Romania                                                    | FD       | 79 376     | 0,77  | -     |         |             |
|                                       | Partito Ecologista Romeno                                                       | PER      | 73 001     | 0,71  | -     | 0,13    | Stabile     |
|                                       | Partito dei Rom                                                                 | PR       | 56 076     | 0,55  | 1     | 0,08    | Stabile     |
|                                       | Partito dell'Unità della Nazione Romena                                         | PUNR     | 53 222     | 0,52  | -     | 0,86    | [ 31 ]      |
|                                       | Partito Azione Popolare                                                         | PAP      | 48 152     | 0,47  | -     |         |             |
|                                       | Partito Socialista Unito                                                        |          | 44 459     | 0,43  | -     |         |             |
|                                       | Forum Democratico dei Tedeschi in Romania                                       | FDGR     | 36 166     | 0,35  | 1     | 0,04    | Stabile     |
|                                       | Partito Romeno dei Lavoratori                                                   |          | 35 278     | 0,48  | -     | 0,14    | Stabile     |
|                                       | Unione per la Ricostruzione della Romania                                       |          | 32 749     | 0,32  | -     |         |             |
|                                       | Partito Alleanza Socialista                                                     | PAS      | 28 429     | 0,27  | -     |         |             |
|                                       | Partito Socialista Romeno                                                       | PSR      | 28 034     | 0,27  | -     | 0,16    | Stabile     |
|                                       | Partito Nazionale Democratico Cristiano                                         | PNDC     | 27 650     | 0,27  | -     | 0,03    | Stabile     |
|                                       | Partito Nuova Democrazia                                                        |          | 20 926     | 0,20  | -     |         |             |
|                                       | Partito Social Democratico Constantin Titel Petrescu                            | PSD-CTP  | 20 318     | 0,19  | -     | 0,03    | Stabile     |
|                                       | Alleanza Popolare Cristiano Democratica                                         |          | 18 594     | 0,18  | -     |         |             |
|                                       | Partito della Gioventù Democratica                                              |          | 16 271     | 0,15  | -     |         |             |
|                                       | Unione Bulgara del Banato                                                       | UBB      | 15 283     | 0,15  | 1     | 0,03    | Stabile     |
|                                       | Partito Millennio III                                                           |          | 15 109     | 0,14  | -     |         |             |
|                                       | Alleanza per l'Unità dei Rom                                                    |          | 15 041     | 0,14  | -     |         |             |
|                                       | Partito per la Patria                                                           | PPP      | 14 882     | 0,14  | -     | 0,01    | Stabile     |
|                                       | Unione degli Ucraini di Romania                                                 | UUR      | 10 888     | 0,10  | 1     | 0,02    | Stabile     |
|                                       | Comunità dei Russi Lipoveni di Romania                                          | CRLR     | 10 562     | 0,10  | 1     | Stabile | Stabile     |
|                                       | Unione dei Croati di Romania                                                    | UCR      | 10 331     | 0,10  | 1     | Stabile | Stabile     |
|                                       | Unione degli Armeni di Romania                                                  | UAR      | 9 810      | 0,09  | 1     | 0,11    | Stabile     |
|                                       | Associazione dei Macedoni di Romania                                            | AMR      | 9 750      | 0,09  | 1     | 0,01    | Stabile     |
|                                       | Associazione Culturale degli Slavi Macedoni di Romania                          |          | 9 595      | 0,09  | -     |         |             |
|                                       | Federazione delle Comunità Ebraiche di Romania                                  | FCER     | 8 449      | 0,08  | 1     | 0,03    | Stabile     |
|                                       | Unione Democratica dei Croati di Romania                                        |          | 7 769      | 0,07  | -     | 0,05    | Stabile     |
|                                       | Unione Democratica Turca di Romania                                             | UDTR     | 7 715      | 0,07  | 1     | 0,02    | Stabile     |
|                                       | Associazione dell'Etnia Turca                                                   |          | 7 396      | 0,07  | -     |         |             |
|                                       | Unione Ellenica di Romania                                                      | UER      | 7 161      | 0,07  | 1     | 0,06    | Stabile     |
|                                       | Unione Democratica dei Serbi di Romania                                         | UDSR     | 6 643      | 0,06  | 1     | 0,01    | Stabile     |
|                                       | Unione Turca Musulmana di Romania                                               |          | 6 517      | 0,06  | -     |         |             |
|                                       | Unione Democratica dei Tatari Turco-Musulmani di Romania                        | UDTTMR   | 6 452      | 0,06  | 1     | 0,03    | Stabile     |
|                                       | Associazione Democratica degli Slavi Macedoni di Romania                        |          | 6 344      | 0,06  | -     |         |             |
|                                       | Associazione Culturale dei Bulgari di Romania                                   |          | 6 240      | 0,06  | -     | 0,01    | Stabile     |
|                                       | Associazione degli Italiani di Romania                                          | RO.AS.IT | 6 168      | 0,06  | 1     |         |             |
|                                       | Unione Democratica degli Slovacchi e dei Cechi di Romania                       | UDSCR    | 5 950      | 0,05  | 1     | Stabile | Stabile     |
|                                       | Unione dei Polacchi di Romania                                                  | UPR      | 5 473      | 0,05  | 1     | 0,01    | Stabile     |
|                                       | Comunità Italiana di Romania                                                    | CIR      | 5 181      | 0,05  | -     | 0,14    | 1           |
|                                       | Associazione Unione Culturale dei Polacchi di Romania                           |          | 5 159      | 0,05  | -     |         |             |
|                                       | Associazione Lega degli Albanesi di Romania                                     | ALAR     | 5 011      | 0,06  | 1     | 0,14    | Stabile     |
|                                       | Comunità Bratstvo dei Bulgari di Romania                                        | CBBR     | 4 065      | 0,03  | -     | 0,02    | Stabile     |
|                                       | Unione Culturale dei Ruteni di Romania                                          | UCRR     | 2 871      | 0,02  | 1     | 0,04    | Stabile     |
|                                       | Partito Popolare di Romania                                                     |          | 2 336      | 0,02  | -     |         |             |
|                                       | Forza della Giustizia                                                           |          | 1 123      | 0,01  | -     |         |             |
|                                       | Indipendenti                                                                    | Ind.     | 51 646     | 0,44  | -     |         |             |
| Totale                                | Totale                                                                          | Totale   | 10 188 106 |       | 332   |         | 13          |
| Fonte: Autorità Elettorale Permanente |                                                                                 |          |            |       |       |         |             |

| Voti nulli                  | 599 641    |
| Votanti (affluenza: 58,51%) | 10 794 653 |
| Aventi diritto voto         | 18 449 676 |

### Senato
| Liste                                 | Liste                                                                           | Liste   | Voti       | %     | Seggi | +/- (%) | +/- (Seggi) |
| ------------------------------------- | ------------------------------------------------------------------------------- | ------- | ---------- | ----- | ----- | ------- | ----------- |
|                                       | Unione Nazionale PSD+PUR - Partito Social Democratico - Partito Umanista Romeno | PSD+PUR | 3 798 607  | 37,12 | 57    | 0,03    | 8           |
|                                       | Alleanza Giustizia e Verità - Partito Democratico - Partito Nazionale Liberale  | D.A.    | 3 250 663  | 31,77 | 49    | 16,71   | 23          |
|                                       | Partito Grande Romania                                                          | PRM     | 1 394 698  | 13,63 | 21    | 7,38    | 16          |
|                                       | Unione Democratica Magiara di Romania                                           | UDMR    | 637 109    | 6,22  | 10    | 0,68    | 2           |
|                                       | Partito Nuova Generazione                                                       | PNG     | 241 486    | 2,36  | -     | 2,11    | Stabile     |
|                                       | Partito Nazionale Contadino Cristiano Democratico                               | PNȚCD   | 196 027    | 1,91  | -     | [ 30 ]  | [ 30 ]      |
|                                       | Forza Democratica di Romania                                                    | FD      | 95 953     | 0,93  | -     |         |             |
|                                       | Partito Ecologista Romeno                                                       | PER     | 83 771     | 0,81  | -     | 0,18    | Stabile     |
|                                       | Partito Socialista Unito                                                        |         | 60 027     | 0,58  | -     |         |             |
|                                       | Partito dell'Unità della Nazione Romena                                         | PUNR    | 56 414     | 0,55  | -     | 0,67    | [ 31 ]      |
|                                       | Partito Azione Popolare                                                         | PAP     | 52 487     | 0,51  | -     |         |             |
|                                       | Partito Socialista Romeno                                                       | PSR     | 42 306     | 0,41  | -     | 0,29    | Stabile     |
|                                       | Partito Romeno dei Lavoratori                                                   |         | 40 702     | 0,39  | -     | 0,36    | Stabile     |
|                                       | Unione per la Ricostruzione della Romania                                       |         | 37 630     | 0,36  | -     |         |             |
|                                       | Partito Alleanza Socialista                                                     | PAS     | 37 019     | 0,36  | -     |         |             |
|                                       | Partito Nazionale Democratico Cristiano                                         | PNDC    | 33 299     | 0,32  | -     | 0,10    | Stabile     |
|                                       | Partito Social Democratico Constantin Titel Petrescu                            | PSD-CTP | 25 637     | 0,25  | -     | 0,06    | Stabile     |
|                                       | Partito della Gioventù Democratica                                              |         | 24 725     | 0,24  | -     |         |             |
|                                       | Alleanza Popolare Cristiano Democratica                                         |         | 24 133     | 0,23  | -     |         |             |
|                                       | Partito Nuova Democrazia                                                        |         | 23 514     | 0,22  | -     |         |             |
|                                       | Partito Millennio III                                                           |         | 21 301     | 0,20  | -     |         |             |
|                                       | Partito per la Patria                                                           | PPP     | 19 314     | 0,18  | -     | 0,01    | Stabile     |
|                                       | Alleanza per l'Unità dei Rom                                                    |         | 19 109     | 0,18  | -     |         |             |
|                                       | Partito Popolare di Romania                                                     |         | 2 436      | 0,02  | -     |         |             |
|                                       | Forza della Giustizia                                                           |         | 1 186      | 0,01  | -     |         |             |
|                                       | Indipendenti                                                                    | Ind.    | 11 923     | 0,10  | -     |         |             |
| Totale                                | Totale                                                                          | Totale  | 10 231 476 |       | 137   |         | 3           |
| Fonte: Autorità Elettorale Permanente |                                                                                 |         |            |       |       |         |             |

| Voti nulli                  | 556 128    |
| Votanti (affluenza: 58,51%) | 10 794 653 |
| Aventi diritto voto         | 18 449 676 |

## Conseguenze
Uno degli ultimi sondaggi pubblicati da Data Media e IRSOP prima della chiusura della campagna elettorale vedeva il PSD davanti a DA di 6 punti (40% contro 34%). Il voto restituì un risultato simile con il PSD al 37% e DA al 31%.
Il PSD, quindi, iniziò a negoziare gli accordi con altre formazioni per la costituzione di una maggioranza parlamentare stabile per la nomina di un nuovo governo. Mircea Geoană, incaricato dal PSD per il ruolo di primo ministro, confermò l'intesa con gli alleati del PUR, assicurando che il ruolo di vice primo ministro sarebbe andato al vicepresidente del partito Codruț Șereș. I socialdemocratici si rivolsero anche all'UDMR, che mostrò la propria disponibilità a sostenere un premier in area PSD.
Tra primo e secondo turno delle elezioni presidenziali, tuttavia, Traian Băsescu lanciò pesanti accuse contro il PSD, ritenuto colpevole di aver organizzato una frode elettorale su larga scala, mentre le forze di centro-destra chiedevano la ripetizione del voto. Tali recriminazioni ebbero il risultato di mobilitare l'elettorato in favore del leader di DA, che riuscì a recuperare lo svantaggio e vincere il ballottaggio del 12 dicembre con uno scarto di appena 2 punti. Nonostante il messaggio del leader del PSD fosse più strutturato e complesso rispetto a quello dell'avversario, la mancanza di azioni concrete sulla corruzione e la povertà spinse l'elettorato a preferire la figura trascinante di Băsescu, che riuscì a fare da traino anche per la sua coalizione, benché questa includesse alcuni personaggi resi impopolari dalla deludente precedente esperienza di governo del centro-destra nel periodo 1996-2000. Il PSD ottenne risultati confortanti nelle aree rurali e nelle piccole città, specialmente fra gli elettori più anziani, mentre i giovani, le aree urbane e quelle dell'ovest del paese si orientarono verso DA.
La nomina del governo, però, fu frutto di lunghe trattative. Tra il primo e il secondo turno delle presidenziali il PSD, partito che aveva ottenuto la maggioranza dei voti alle parlamentari, aveva già intavolato delle trattative con altre forze minori, ma la vittoria di Băsescu stroncò le iniziative dei socialdemocratici. Per forzare la mano e giungere ad un compromesso, Băsescu dichiarò che il successo elettorale apparteneva a DA e che il premier sarebbe stato un membro della coalizione, ipotizzando l'idea di sciogliere il parlamento e indire nuove elezioni anticipate nel caso in cui non si fosse giunti a tale risultato. L'opzione, temuta da UDMR e PUR, nonostante i precedenti accordi con il PSD, spinse entrambi partiti a sostenere un governo con a capo Călin Popescu Tăriceanu.
Il nuovo parlamento si costituì il 13 dicembre. Il governo Tăriceanu ottenne l'investitura delle camere il 28 dicembre con 265 voti a favore e 200 contrari e prestò giuramento al presidente della repubblica il giorno successivo. La stabilità dell'esecutivo, tuttavia, era frutto di un fragile accordo. Mentre PUR e UDMR perseguivano agende politiche diverse rispetto a quelle di DA, la coalizione non aveva il controllo delle due camere, le cui presidenze appartenevano a membri del PSD che, pur all'opposizione, era riuscito a fare eleggere Adrian Năstase alla guida camera dei deputati e Nicolae Văcăroiu al senato.